# Lake Melville
Der Lake Melville ist eine Inlandsbucht, die über den Meeresarm Hamilton Inlet, als dessen Bestandteil diese angesehen wird, mit dem Atlantischen Ozean verbunden ist. Die Bucht besitzt eine Wasserfläche von 3069 km² und ist den Gezeiten unterworfen. Die mittlere Wasserspiegelhöhe liegt bei 3,5 m.
Von den hier heute noch ansässigen Innu wird der Lake Melville als Atatshuinapek bezeichnet.
Zusammen mit dem Hamilton Inlet erstreckt er sich 140 km landeinwärts hin zur Stadt Happy Valley-Goose Bay und bildet damit den größten Meeresarm der kanadischen Provinz Neufundland und Labrador. Seine größten Zuflüsse sind der Churchill River und der North West River. Lake Melville und Hamilton Inlet werden von Berggruppen umschlossen. Die wichtigsten Ansiedlungen sind Happy Valley-Goose Bay, North West River und Sheshatshiu.
Ein Fährdienst verbindet Happy Valley-Goose Bay, Cartwright und Rigolet am Hamilton Inlet. Benannt wurde der Lake Melville nach dem britischen Politiker Viscount Melville (1742–1811).